# Celama internella
Celama internella är en fjärilsart som beskrevs av Walker 1864. Celama internella ingår i släktet Celama och familjen trågspinnare. Inga underarter finns listade i Catalogue of Life.